# Макінохара (Сідзуока)

Макіноха́ра (яп. 牧之原市, まきのはらし, МФА: [makʲinohaɾa ɕi̥]?) — місто в Японії, в префектурі Сідзуока. Розташоване в південно-західній частині префектури, на плато Макінохара, на березі Саґамської затоки.    Отримало статус міста 2005 року. Площа становить 111,68 км². Станом на 1 серпня 2011 року населення складало 48 406  осіб, густота населення — 433 осіб/км².  Основою економіки є сільське господарство, рибальство, вирощування чаю, харчова промисловість, комерція.   